# 24-7 Spyz
24-7 Spyz es una banda de funk metal estadounidense formada en South Bronx, Nueva York, en 1986. Originalmente estaba compuesta por Jimi Hazel (guitarra), Rick Skatore (bajo), Kindu Phibes (batería) y P. Fluid (nombre real, Peter Forrest) (voz). La banda se hizo popular por sus particulares mezclas de soul, funk, reggae, rap y R&B con heavy metal y punk.
El hecho de que los integrantes del grupo sean afroamericanos e interpretan varios tipos de heavy metal ha llevado a los críticos a compararlos con representativas bandas como Living Colour y Bad Brains.

## Discografía

### Álbumes de estudio
- Harder Than You (1989).
- Gumbo Millennium (1990).
- Strength in Numbers (1992).
- Temporarily Disconnected (1995).
- Heavy Metal Soul by the Pound (versión alternativa realizada en Estados Unidos como Heavy Metal Soul by the Pound) (1996).
- Heavy Metal Soul by the Pound (versión alternativa realizada en Europa como 6) (1996).
- Face the Day (2006).
- Face the Day (remasterizado, 2009).

### Álbumes en vivo
- Can You Hear the Sound? (2006). Corresponde a una grabación en directo realizada en 1998.

### EP
- This is...24-7 Spyz! (1991).
- If I Could (1997).

### DVD
- HMS4L: The Many Lives of Walter Rattamus (2005). Banda retrospectiva 1986-2004.

- Datos: Q924413